# 푸촨 야오족 자치현
푸촨 야오족 자치현(한국어: 부천요족자치현, 중국어: 富川瑶族自治县, 병음: Fùchuān Yáozú Zìzhìxiàn)은 중국 광시 좡족 자치구 허저우 시의 현급 행정구역이다. 넓이는 1,572km2이고, 인구는 2007년 기준으로 310,000명이다.

## 행정 구역
9개 진, 3개 향을 관할한다.
- 진: 富阳镇, 白沙镇, 莲山镇, 古城镇, 福利镇, 麦岭镇, 葛坡镇, 城北镇, 朝东镇.
- 향: 新华乡, 石家乡, 柳家乡.